# Цеміно (Слупський повіт)
Цеміно (пол. Ciemino, нім. Zemin) — село в Польщі, у гміні Ґлувчиці Слупського повіту Поморського воєводства.
Населення — 264 особи (2011).
У 1975-1998 роках село належало до Слупського воєводства.

## Демографія
Демографічна структура станом на 31 березня 2011 року:
|          | Загалом | Допрацездатний вік | Працездатний вік | Постпрацездатний вік |
| -------- | ------- | ------------------ | ---------------- | -------------------- |
| Чоловіки | 141     | 33                 | 100              | 8                    |
| Жінки    | 123     | 23                 | 69               | 31                   |
| Разом    | 264     | 56                 | 169              | 39                   |